# Mistrzostwa Świata w Piłce Ręcznej Kobiet 1993
Mistrzostwa Świata w Piłce Ręcznej Kobiet 1993 – 11. Mistrzostwa świata w piłce ręcznej kobiet, które odbyły się Norwegii w dniach 24 listopada - 5 grudnia. Mistrzyniami świata zostały Niemki, które sięgnęły po ten tytuł po raz pierwszy jako zjednoczona drużyna. Reprezentacja Niemiec pokonała drużynę Danii w doliczonym czasie gry wynikiem 22 – 21. 

## Drużyny
| Grupa A                        | Grupa B                              | Grupa C                      | Grupa D                             |
| ------------------------------ | ------------------------------------ | ---------------------------- | ----------------------------------- |
| Hiszpania (awans za MŚ B 1992) | Korea Południowa (awans za MAz 1993) | Niemcy (awans za MŚ 1990)    | Austria (awans za MŚ 1990)          |
| Węgry (awans za MŚ B 1992)     | Dania (awans za MŚ 1990)             | Angola (awans za MAf 1992)   | Czechosłowacja (awans za MŚ B 1992) |
| Norwegia (gospodarz)           | Litwa (awans za MŚ B 1992)           | Rumunia (awans za MŚ 1990)   | Chiny (awans za MAz 1993)           |
| Polska (awans za MŚ 1990)      | Rosja (awans za MŚ 1990)             | Szwecja (awans za MŚ B 1992) | USA (awans za MAm 1991)             |

## Faza grupowa

### Grupa A
| Drużyna   | Mecze | Zwycięstwa | Remisy | Porażki | Zdobyte bramki | Stracone bramki | +/- | Pkt |
| --------- | ----- | ---------- | ------ | ------- | -------------- | --------------- | --- | --- |
| Norwegia  | 3     | 3          | 0      | 0       | 61             | 47              | +14 | 6   |
| Węgry     | 3     | 1          | 1      | 1       | 62             | 56              | +6  | 3   |
| Polska    | 3     | 1          | 1      | 1       | 61             | 67              | -6  | 3   |
| Hiszpania | 3     | 0          | 0      | 3       | 48             | 62              | -14 | 0   |

24 listopada
| Polska | 20 – 19 9 – 10 | Hiszpania |

24 listopada
| Norwegia | 18 – 15 6 – 9 | Węgry |

26 listopada
| Węgry | 25 – 25 13 – 12 | Polska |

26 listopada
| Hiszpania | 16 – 20 6 – 12 | Norwegia |

27 listopada
| Norwegia | 23 – 16 12 – 8 | Polska |

27 listopada
| Węgry | 22 – 13 9 – 9 | Hiszpania |

### Grupa B
| Drużyna          | Mecze | Zwycięstwa | Remisy | Porażki | Zdobyte bramki | Stracone bramki | +/- | Pkt |
| ---------------- | ----- | ---------- | ------ | ------- | -------------- | --------------- | --- | --- |
| Dania            | 3     | 3          | 0      | 0       | 78             | 69              | +9  | 6   |
| Rosja            | 3     | 2          | 0      | 1       | 75             | 68              | +7  | 4   |
| Korea Południowa | 3     | 1          | 0      | 2       | 76             | 81              | -5  | 2   |
| Litwa            | 3     | 0          | 0      | 3       | 66             | 77              | -11 | 0   |

24 listopada
| Dania | 25 – 23 13 – 12 | Litwa |

24 listopada
| Rosja | 28 – 25 14 – 12 | Korea Południowa |

26 listopada
| Litwa | 19 – 26 11 – 13 | Rosja |

26 listopada
| Korea Południowa | 25 – 29 13 – 15 | Dania |

27 listopada
| Korea Południowa | 26 – 24 17 – 11 | Litwa |

27 listopada
| Rosja | 21– 24 10 – 12 | Dania |

### Grupa C
| Drużyna | Mecze | Zwycięstwa | Remisy | Porażki | Zdobyte bramki | Stracone bramki | +/- | Pkt |
| ------- | ----- | ---------- | ------ | ------- | -------------- | --------------- | --- | --- |
| Szwecja | 3     | 2          | 0      | 1       | 61             | 53              | +8  | 4   |
| Rumunia | 3     | 2          | 0      | 1       | 67             | 57              | +10 | 4   |
| Niemcy  | 3     | 2          | 0      | 1       | 68             | 47              | +21 | 4   |
| Angola  | 3     | 0          | 0      | 3       | 43             | 82              | -39 | 0   |

24 listopada
| Rumunia | 26 – 16 10 – 6 | Angola |

24 listopada
| Niemcy | 17 – 15 7 – 8 | Szwecja |

26 listopada
| Szwecja | 20 – 17 11 – 12 | Rumunia |

26 listopada
| Niemcy | 30 – 8 17 – 3 | Angola |

27 listopada
| Rumunia | 24 – 21 11 – 9 | Niemcy |

27 listopada
| Szwecja | 26 – 19 14 – 8 | Angola |

### Grupa D
| Drużyna           | Mecze | Zwycięstwa | Remisy | Porażki | Zdobyte bramki | Stracone bramki | +/- | Pkt |
| ----------------- | ----- | ---------- | ------ | ------- | -------------- | --------------- | --- | --- |
| Czechosłowacja    | 3     | 3          | 0      | 0       | 65             | 53              | +12 | 6   |
| Austria           | 3     | 2          | 0      | 1       | 63             | 48              | +15 | 4   |
| Stany Zjednoczone | 3     | 1          | 0      | 2       | 58             | 76              | -18 | 2   |
| Chiny             | 3     | 0          | 0      | 3       | 67             | 76              | -9  | 0   |

24 listopada
| Chiny | 26 – 27 17 – 13 | Stany Zjednoczone |

24 listopada
| Czechosłowacja | 16 – 13 7 – 6 | Austria |

26 listopada
| Austria | 27 – 11 13 – 3 | Stany Zjednoczone |

26 listopada
| Czechosłowacja | 26 – 20 13 – 10 | Chiny |

27 listopada
| Austria | 23 – 21 14 – 11 | Chiny |

27 listopada
| Czechosłowacja | 23 – 20 10 – 9 | Stany Zjednoczone |

## Druga faza

### Grupa I
| Drużyna          | Mecze | Zwycięstwa | Remisy | Porażki | Zdobyte bramki | Stracone bramki | +/- | Pkt |
| ---------------- | ----- | ---------- | ------ | ------- | -------------- | --------------- | --- | --- |
| Dania            | 5     | 4          | 0      | 1       | 143            | 122             | +21 | 8   |
| Norwegia         | 5     | 4          | 0      | 1       | 104            | 91              | +13 | 8   |
| Rosja            | 5     | 2          | 1      | 2       | 113            | 109             | +4  | 5   |
| Węgry            | 5     | 2          | 0      | 3       | 120            | 135             | -15 | 4   |
| Polska           | 5     | 1          | 1      | 3       | 117            | 136             | -19 | 3   |
| Korea Południowa | 5     | 1          | 0      | 4       | 136            | 140             | -4  | 2   |

30 listopada
| Norwegia | 21 – 18 8 – 11 | Korea Południowa |

30 listopada
| Węgry | 24 – 24 12 – 13 | Rosja |

30 listopada
| Polska | 25 – 30 13 – 17 | Dania |

1 grudnia
| Norwegia | 14 – 19 8 – 9 | Rosja |

1 grudnia
| Polska | 29 – 37 14 – 18 | Korea Południowa |

1 grudnia
| Węgry | 23 – 37 11 – 21 | Dania |

3 grudnia
| Dania | 23 – 28 9 – 13 | Norwegia |

3 grudnia
| Rosja | 21 – 22 8 – 9 | Polska |

3 grudnia
| Węgry | 33 – 31 13 – 15 | Korea Południowa |

### Grupa II
| Drużyna           | Mecze | Zwycięstwa | Remisy | Porażki | Zdobyte bramki | Stracone bramki | +/- | Pkt |
| ----------------- | ----- | ---------- | ------ | ------- | -------------- | --------------- | --- | --- |
| Niemcy            | 5     | 4          | 0      | 1       | 109            | 82              | +27 | 8   |
| Rumunia           | 5     | 3          | 0      | 2       | 111            | 93              | +18 | 6   |
| Szwecja           | 5     | 3          | 0      | 2       | 95             | 80              | +15 | 6   |
| Austria           | 5     | 3          | 0      | 2       | 83             | 78              | +5  | 6   |
| Czechosłowacja    | 5     | 2          | 0      | 3       | 99             | 99              | 0   | 4   |
| Stany Zjednoczone | 5     | 0          | 0      | 5       | 69             | 134             | -65 | 0   |

28 listopada
| Austria | 16 – 15 9 – 9 | Rumunia |

28 listopada
| Szwecja | 30 – 11 17 – 3 | Stany Zjednoczone |

28 listopada
| Niemcy | 22 – 21 13 – 10 | Czechosłowacja |

30 listopada
| Niemcy | 24 – 12 13 – 5 | Stany Zjednoczone |

30 listopada
| Rumunia | 25 – 21 10 – 11 | Czechosłowacja |

30 listopada
| Austria | 17 – 11 9 – 4 | Czechosłowacja |

1 grudnia
| Niemcy | 25 – 10 9 – 4 | Austria |

1 grudnia
| Rumunia | 30 – 15 17 – 5 | Stany Zjednoczone |

1 grudnia
| Szwecja | 19 – 18 10 – 8 | Czechosłowacja |

### Runda klasyfikacyjna o miejsca 13–16
| Drużyna   | Mecze | Zwycięstwa | Remisy | Porażki | Zdobyte bramki | Stracone bramki | +/- | Pkt |
| --------- | ----- | ---------- | ------ | ------- | -------------- | --------------- | --- | --- |
| Litwa     | 3     | 3          | 0      | 0       | 88             | 59              | +29 | 6   |
| Chiny     | 3     | 2          | 0      | 1       | 92             | 84              | +8  | 4   |
| Hiszpania | 3     | 1          | 0      | 2       | 64             | 79              | -15 | 2   |
| Angola    | 3     | 0          | 0      | 3       | 60             | 82              | -22 | 0   |

30 listopada
| Hiszpania | 21 – 15 8 – 8 | Angola |

30 listopada
| Litwa | 34 – 21 18 – 9 | Chiny |

1 grudnia
| Litwa | 26 – 19 12 – 9 | Angola |

1 grudnia
| Chiny | 36 – 24 17 – 11 | Hiszpania |

3 grudnia
| Litwa | 28 – 19 14 – 7 | Hiszpania |

3 grudnia
| Chiny | 35 – 26 17 – 15 | Angola |

### Mecz o 11. miejsce
5 grudnia
| Korea Południowa | 29 – 21 16 – 9 | Stany Zjednoczone |

### Mecz o 9. miejsce
5 grudnia
| Czechosłowacja | 22 – 17 10 – 10 | Polska |

### Mecz o 7. miejsce
5 grudnia
| Węgry | 16 – 9 7 – 3 | Austria |

### Mecz o 5. miejsce
5 grudnia
| Rosja | 25 – 19 13 – 12 | Szwecja |

### Mecz o 3. miejsce
5 grudnia
| Norwegia | 20 – 19 11 – 9 | Rumunia |

### Finał
5 grudnia
| Niemcy | 22 – 21 17 – 17 (pełny czas gry) 5 – 4 (dogrywka) | Dania |

## Zwyciężczynie MŚ 1993
| Mistrzynie Świata 1993 · Niemcy · 1. tytuł Skład: Michaela Schanze, Bianca Urbanke, Sabine Adamik, Andrea Bölk, Eike Bram, Carola Ciszewski, Cordula David, Michaela Erler, Karen Heinrich, Gabriele Palme, Renate Zienkiewicz, Sybille Gruner, Heike Murrweiss, Birgit Wagner, Heike Axmann, Franziska Heinz · Trener: Lothar Doering. |

## Najlepsze strzelczynie
| 1 | Hong Jeong-ho – 58 bramek        |
| 2 | Natalia Morskowa – 50 bramek     |
| 3 | Zuzana Prekopova – 44 bramek     |
| 4 | Mirella Mierzejewska – 41 bramek |
| 5 | Anja Andersen – 40 bramek        |

## Zestawienie końcowe drużyn
| Poz. | Drużyna           |
| ---- | ----------------- |
|      | Niemcy            |
|      | Dania             |
|      | Norwegia          |
| 4    | Rumunia           |
| 5    | Rosja             |
| 6    | Szwecja           |
| 7    | Węgry             |
| 8    | Austria           |
| 9    | Czechosłowacja    |
| 10   | Polska            |
| 11   | Korea Południowa  |
| 12   | Stany Zjednoczone |
| 13   | Litwa             |
| 14   | Chiny             |
| 15   | Hiszpania         |
| 16   | Angola            |